# Armenia Fund
Armenia Fund (nombre completo Hayastan All Armenian Fund, en armenio: Հայաստան համահայկական հիմնադրամ; en español Fondo Armenio) se estableció en 1994 en Los Ángeles, California. Armenia Fund, Inc. es una sociedad no gubernamental y apolítica, exenta de impuestos, con arreglo al artículo 501 (c) (3). Como filial de la región occidental de los Estados Unidos del Fondo Panarmenio "Hayastan", junto con sus diecinueve filiales en todo el mundo, Armenia Fund, Inc. ha emitido más de 120 millones de dólares de garantía de desarrollo de la electricidad e ingresos humanitarios para Armenia. Últimamente, el Gobierno de Armenia ha estado contribuyendo al fondo, ya que éste ha estado recibiendo menos apoyo y no ha podido cumplir sus objetivos iniciales.

## Objetivos
El Armenia Fund intenta reconstruir la economía de Armenia y contribuir al bienestar de la vida en la región. Además, la organización trata de reconstruir las principales infraestructuras dañadas en Karabaj durante la guerra de Nagorno-Karabaj. El Fondo ha adoptado una política de ir "más allá de los ladrillos y el cemento" para dar sostenibilidad a los proyectos que patrocina.

## Red de trabajo
El Fondo Panarmenio "Hayastan", organización matriz del Armenia Fund USA Inc., a través de sus organizaciones afiliadas tiene presencia en 16 países de todo el mundo: Estados Unidos, Canadá, Brasil, Argentina, Gran Bretaña, Francia, Países Bajos, Alemania, Suiza, Austria, Suecia, Grecia, Chipre, Líbano, Siria y Australia.

### Junta Corporativa de Armenia Fund USA Inc.
1. Ara Aghishian, Esq. Presidente;
2. Asamblea Armenia de América;
3. Fundación Cultural Armenia;
4. Eparquía Católica Armenia de EE. UU. y Canadá;
5. Unión Evangélica Armenia de América del Norte;
6. Unión General Armenia de Beneficencia;
7. Sociedad Armenia de Socorro del Oeste de los Estados Unidos;
8. Asociación Cultural Nor Serount;
9. Asociación Cultural Tekeyan de América;
10. Diócesis Occidental de la Iglesia Apostólica Armenia de América;
11. Prelatura Occidental de la Iglesia Apostólica Armenia de América del Norte;[1]

## Teletón
A partir de 1997, se estableció un telemaratón anual que fue televisado en todo el mundo. El 10 de octubre de 2020 tuvo lugar una edición especial del telemaratón para recaudar fondos debido a la guerra de 2020 que estalló entre Azerbaiyán y Artsakh.
| Teletón número.  | Año                   | Recaudado    | Fonatón    | Objetivo principal |
| ---------------- | --------------------- | ------------ | ---------- | --- |
| 1                | 1997                  | $2,600,000   |            | reconstruir la infraestructura de Karabakh |
| 2                | 1998                  | $2,100,000   |            | Segmento de 55 kilómetros de la autopista Goris-Stepanakert |
| 3                | 1999                  | $5,006,196   |            | para construir la autopista "espina dorsal" norte-sur de 169 km en Karabakh |
| 4                | 2000                  | $2,482,567   |            | la continuación de la construcción de la autopista norte-sur en Karabakh (Armenia), así como la construcción de cuatro escuelas en la zona del terremoto del país |
| Cancelado        | 2001                  | $0           |            | El Fondo de Armenia y sus 19 filiales en todo el mundo cancelaron el Telemaratón de 2001 en solidaridad con sus hermanos y hermanas estadounidenses por los trágicos acontecimientos del 11 de septiembre de 2001                                                                                           |
| 5                | 2002                  | $5,000,000   | $650,000   | continuación de la construcción de la autopista norte-sur en Karabakh |
| 6                | 2003                  | $6,000,000   |            | para construir la autopista "espina dorsal" Norte-Sur en Karabakh |
| 7                | 2004                  | $11,400,000  |            | para completar la autopista "espina dorsal" Norte-Sur en Karabakh |
| 8                | 2005                  | $7,770,000   |            | revitalizar la región desgarrada por la guerra de Mardakert (Karabaj), lo que incluye la renovación de un hospital regional, la construcción de una red de tuberías de agua, el desarrollo agrícola y la construcción de una nueva escuela local.                                                           |
| 9                | 2006                  | $13,700,000  |            | la revitalización de la región de Hadrut (Karabakh), desgarrada por la guerra, que incluye la reconstrucción de un hospital regional, una serie de nuevas escuelas, nuevos conductos de agua y redes de distribución, así como un amplio programa de desarrollo agrícola regional                           |
| 10               | 2007                  | $15,275,000  |            | La revitalización de las aldeas rurales de Armenia en la región de Tavush (parte del Programa de Desarrollo de las Aldeas) |
| 11               | 2008                  | $35,000,000  |            | proyectos de infraestructura básica en zonas remotas de Armenia y Karabaj (Martuni, Mardakert, Hadrut) |
| 12               | 2009                  | $15,875,043  | $1,800,000 | desarrollo de la ciudad de Shushi, devastada por la guerra. |
| 13               | 2010                  | $20,862,733  | €1,300,000 | desarrollo de sistemas modernos de agua potable y de riego en las 200 aldeas de Karabaj |
| 14               | 2011                  | $31,000,000  | €1,350,000 | proyectos vitales de agua y desarrollo rural en Armenia |
| 15               | 2012                  | $21,400,000  | €1,425,000 | "Centros comunitarios - estructuras multiusos que albergan un centro de salud, una biblioteca, una moderna sala de computación con acceso a Internet, un auditorio para entrenamientos, reuniones del ayuntamiento y eventos culturales, así como una oficina de administración y contabilidad del pueblo." |
| 16               | 2013                  | $22,661,372  | €1,460,000 | La autopista de Vartenis a Martakert, que conectará las regiones septentrionales de Armenia y Nagorno-Karabaj |
| 17               | 2014                  | $12,399,550  | €1,370,000 | La autopista de Vartenis a Martakert, que conectará las regiones septentrionales de Armenia y Nagorno-Karabaj |
| 18               | 2015                  | $10,378,465  |            | Construir viviendas unifamiliares para familias de Nagorno-Karabaj que tengan cinco o más hijos y carezcan de una vivienda adecuada. |
| 19               | 2016                  | $15,428,777  | €1,340,000 | La reconstrucción de las comunidades devastadas por la guerra en Nagorno-Karabaj, la preparación para emergencias y desastres en Nagorno-Karabaj y la construcción de viviendas para familias de Nagorno-Karabaj con múltiples hijos.                                                                       |
| 20               | 2017                  | $12,505,456  |            | apoyo a proyectos de desarrollo agrícola en Nagorno-Karabaj |
| 21               | 2018                  | $11,109,633  |            | diversos proyectos de desarrollo en gran escala, incluida la introducción de las últimas tecnologías de irrigación de campos y de energía solar en las zonas económicamente deprimidas de Armenia y Artsakh                                                                                                 |
| 22               | 2019                  | $9,856,100   |            | nuevos proyectos de infraestructura en Nagorno-Karabaj (Artsakh) y Armenia |
| Edición especial | 10 de octubre de 2020 | $30 Millones |            | Para las necesidades humanitarias de Nagorno-Karabakh (Artsakh) debido a la reciente guerra de 2020 |